# A középkori két Miskolc

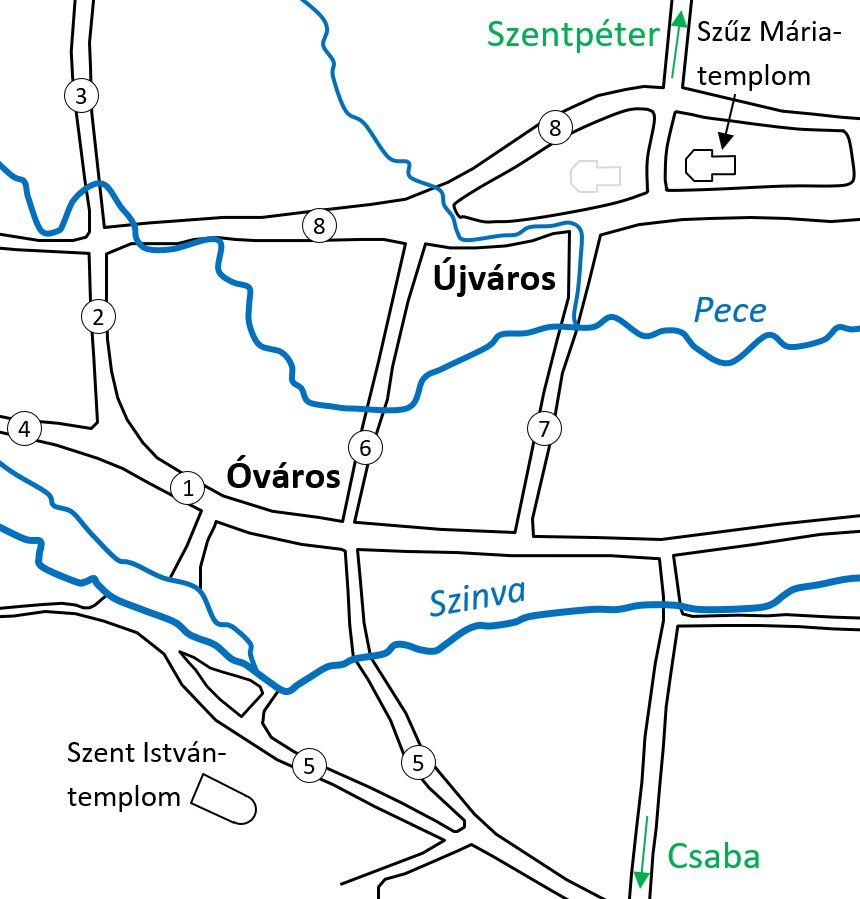
Miskolc középkori Ó- és Újvárosa (utcák: 1 – Piac, 2 – Mészár, 3 – Fábián, 4 – Hunyad, 5 – Papszer, 6 – Czikó, 7 – Boldogasszony, 8 – Újváros)

A középkori két Miskolc, azaz a kétközpontú Miskolc a város 14. századi története során jött létre, amikor a középkori városok fejlődésében ha nem is egyedülálló, de rendkívül ritka események, illetve folyamatok zajlottak le. 1364-ben Nagy Lajos király birtokcserével megszerezte a várost, és átfogó területrendezést hajtott végre benne, aminek eredményeként kialakult Miskolcon egy Óváros és egy Újváros nevű városrész. A két városrész többé-kevésbé önállóan intézte ügyeit, külön főbírájuk volt, és a 15. századra az Újvárosnak saját plébániája, illetve temploma is lett. A város története e sajátos szakaszának a török uralom vetett véget.

## Története, kialakulása
Miskolcot a 14. század elejéig a Miskolc nemzetség, majd 1312-től a Szécsi család birtokolta. A király 1360-ban megerősítette a Szécsiek birtokjogát, és Miskolcot „villa maior”-nak nevezte, ami azt jelentette, hogy a város már jelentősebb, vásárjoggal rendelkező település volt. A Szécsiek 1364-ig maradtak földesurai, ekkor Nagy Lajos király birtokcserével megszerezte a várost, és a diósgyőri uradalomhoz csatolta. Az esemény fontos fordulópont volt Miskolc történetében, területrendezéssel járt, ami átalakította a település szerkezetét, létrehozva az Óvárost és az Újvárost. Az Óvárosban a Szinvával párhuzamos Piac utca két oldalán mértek ki telkeket, így alakult ki a jellegzetes piacutcás szerkezet, míg az Újváros a Pece pataktól északra, egy háromszög alakú területen jött létre, a mai Deák Ferenc téren és környékén. Az Újváros elnevezés először egy 1376-ból fennmaradt okiratban fordul elő, mely szerint a miskolci tanács egyik, Mátyás nevű tagja az Újvárosból került be a négy esküdt közé. Az a tény, hogy az Újvárost I. Lajos király idején említik, azt jelenti, hogy már korábban is létezett, de az Óvárossal közel egyenrangú, saját plébániával is rendelkező településsé csak a 15. században vált. Még 1411-ben is, amikor Zsigmond király plébánosválasztási jogot adományozott Miskolcnak, csak egy plébániája volt a városnak, az avasi Szt. István-plébánia, illetve templom. Ezt a templomot egyaránt használták az óvárosi és az újvárosi hívek is.
Az újvárosi Szűz Mária- vagy Boldogasszony-plébánia temploma 1411 és 1445 között jött létre. Először egy 1445-ből származó pápai oklevélben említik, amelyben egyébként a két miskolci városrészt Ómiskolc (Antiquummiskocz) és Újmiskolc (Nouamiskocz) néven említik. Az újvárosi plébánia kialakulása a város(rész) erősödését jelzi, miként az is, hogy az óvárosi Papszerhez hasonlóan itt is kialakítottak zsellérsort az Újváros délkeleti sarkában, a Peceszert vagy Boldogasszonyszert (a Papszerhez hasonlóan ezt is nevezték néha Egyházszernek), amelynek lakói az újvárosi a plébániának szolgáltak. Ugyanezt az önállósodást jelzi, hogy az Újvárosnak saját hetipiaca is volt, az oklevelek szerint hétfőn, miközben az Óvárosban szerdán, Diósgyőrben pedig szombaton volt a hetipiac.
Az Újváros jellemzően a Pecétől északra feküdt, az Óvárossal a kelet-észak irányú országút része, a Boldogasszony, azaz a mai Déryné utca, illetve a Városház térből északra nyíló Mészár utca kötötte össze. A két város fejlődése, a népesség növekedése, illetve az áthaladó kereskedelem bővülése miatt új utca megnyitására volt szükség a városrészek között, ez volt a Czikó (ma Kossuth) utca, amely mint városi beltelek, a Pecéig, mintegy „határvízig” futott, és haladt tovább az Újváros irányába.

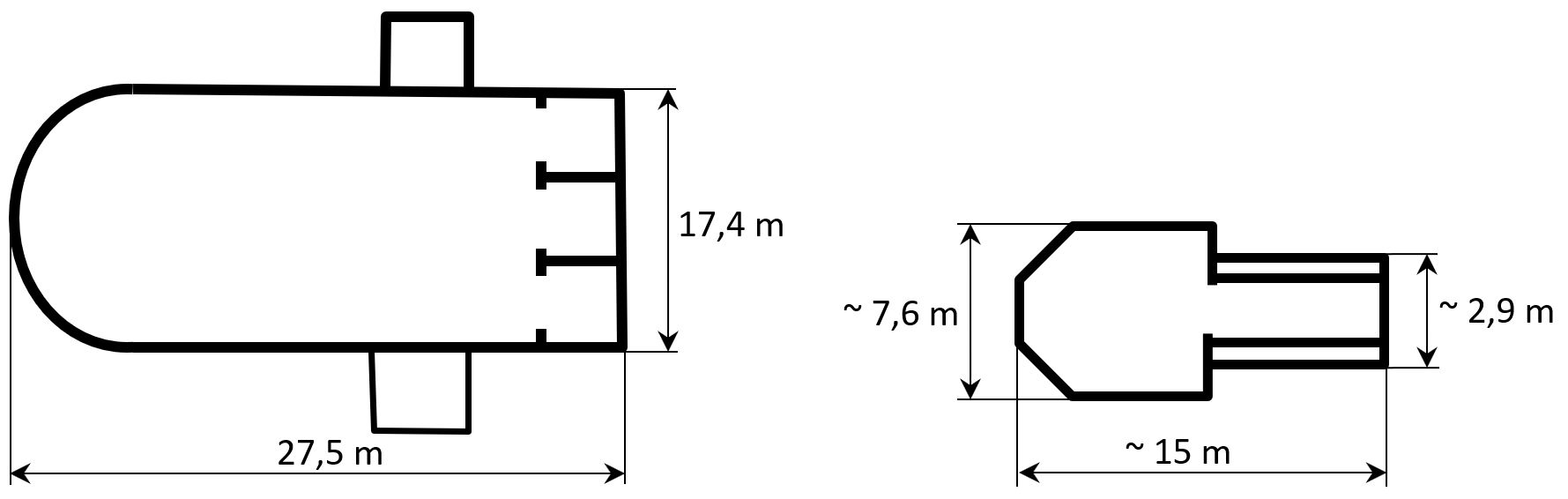
Az ó- és újvárosi templom alaprajza, méretei

Újmiskolc vagy Újváros erősödését szolgálta a városmagnak számító háromszögletű téren (ma Deák Ferenc tér) épített Szűz Mária vagy más néven Boldogasszony plébániatemplom, amelynek maradványait a téren, a mai Minorita templomtól nyugatra találták meg. Más forrás a korabeli templomot, az alapozáskor fellelt maradványok alapján, a mai templom helyén valószínűsíti, egy korabeli alaprajzi vázlat is fennmaradt róla, amit a minorita írnok készített. A templomról viszonylag kevés adat maradt fenn, de egy Vatikánban őrzött okiratban szó van Szent Katalin-oltáráról, valamint megemlítik, hogy 1524-ben Nathi (talán Nagy) András volt a káplánja. A Boldogasszony-templom valószínűleg egyszerűbb és kisebb volt, mint az Avasi templom. Feltehetően két ütemben épült, előbb egy többszögű, egyterű szentély épülhetett meg, majd később ehhez illesztettek egy előcsarnokot vagy hajót. Ez a templom kelet-nyugati tájolású volt, míg a ráépített Minorita templom észak-déli tájolású. Miskolc két egyházi intézményét, az ómiskolci (Antiquamiskocz) Szent István- és az újmiskolci (Nouamiskocz) Boldogasszony-plébániát két 1445-ös iratban együtt említik, amelyekben a rektor és a plébánosok búcsúengedélyt kérnek a pápától.
Miskolc középkorvégi településszerkezetére az 1563-as összeírás alapján lehet következtetni. Az adatok szerint az Újváros majdnem elérte az Óváros nagyságát. Mindkét városban telkes jobbágyok éltek, a zselléreket külön utcákban (szer) helyezték el. A feljegyzés szerint Miskolcon 136 lakott fundus és 2 lakatlan üres háztelek volt, az Újvárosban 108 lakott és 19 lakatlan telkest írtak össze, a nemesi házak száma 17, illetve 4 volt.
A kétközpontú, Ó- és Újvárost magába foglaló településszerkezet kialakulását és fejlődését a város népességének gyors növekedése idézhette elő, nem a tulajdonos különbözősége és nem a város lakosainak státusz szerinti elkülönülése. A két városrész a középkorban jött létre, de a különállás nem élte túl a középkort, aminek az oka a török hódítás volt. A törökök 1544-ben feldúlták, felégették Miskolcot, két templomát is. Az avasi templomot a város lakói helyreállították, mellette harangtornyot állítottak, a Boldogasszony-templomot azonban nem építették újra, de romjai még sokáig fennmaradtak. Egy 1690-es vármegyei jegyzőkönyv így ír egy házról: „Újváros nevű utcában, a puszta templomhoz közel”, illetve megemlíti „az puszta templomnál lévő” utcát is. A török kori Miskolc már nem tudott két várost (városrészt) fenntartani, a teljes reformáció után pedig Miskolc megelégedett egyetlen templommal. Az Újváros ezután csak a hagyományokban, illetve utcanévben élt tovább. Az újkorban a mai Palóczy, Batthyány és Horváth Lajos utcákat nevezték Újváros utcának, a 19. század végén, a 20. század első felében pedig a mai Szentpáli István utca viselte ezt a nevet (Kis Újváros utca).

## Közigazgatás

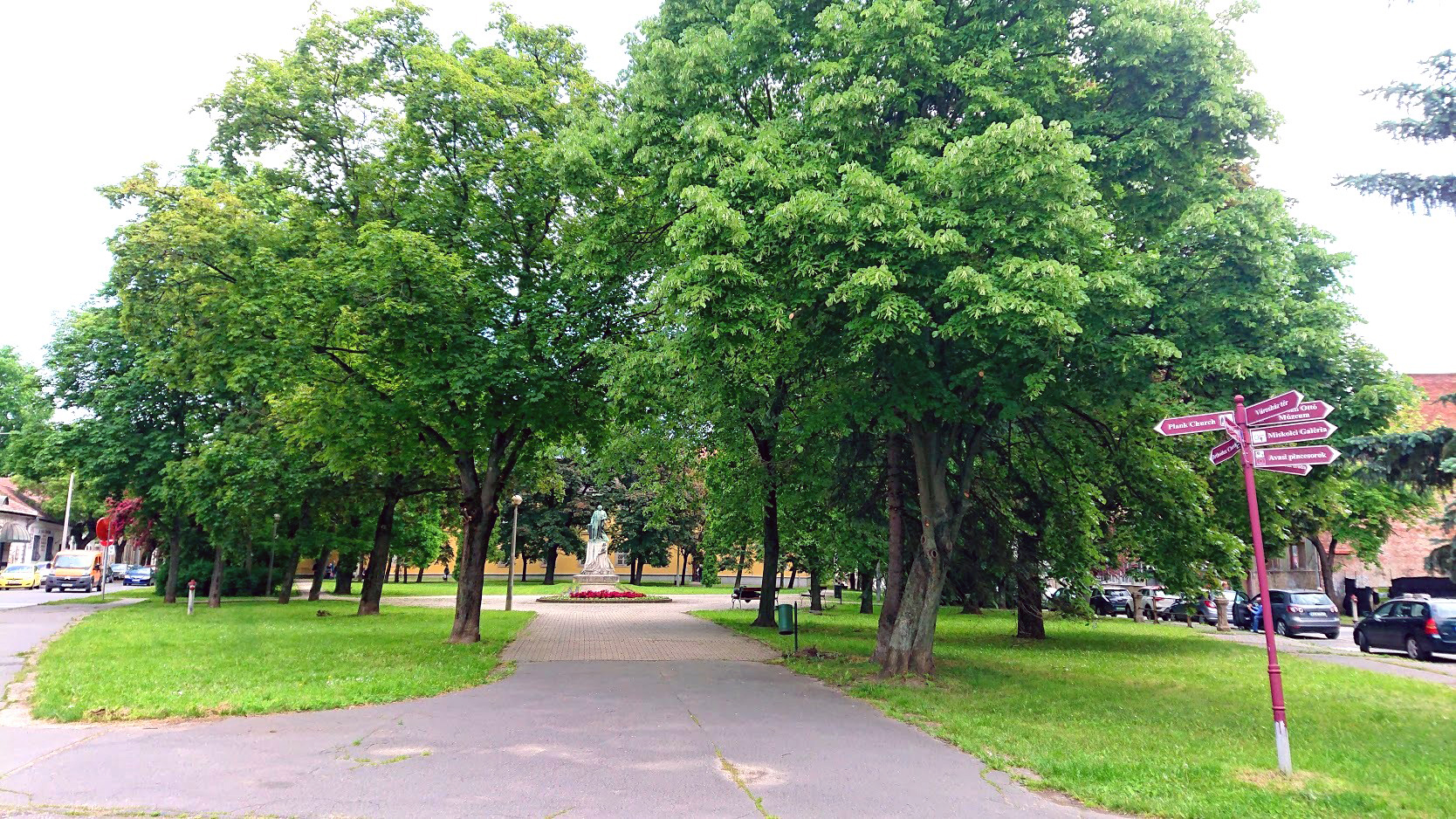
A mai Deák tér, az egykori Újváros központja

A két városnak saját bírája és esküdt bírái voltak. Az újvárosi és az óvárosi (fő)bírót egy 1461-ben kelt királyi adománylevél említi először. Fontos megjegyezni, hogy a két bírói testület a várost érintő fontosabb kérdésekben együtt lépett fel, így az oklevélkiadásban is. A két bíró együtt szerepel Candale-i Anna magyar királyné 1503-as adománylevelében. Az újvárosi bíró csak egyetlen saját oklevelet adott ki 1521-ben, amely Vég Gergely főbíró, valamint Ideges Miklós és Mikos János esküdtek egy adásvételt foglaltak írásba, miszerint Mészáros Máté, az újvárosi Kiskassa utcán lévő telkét eladta az óvárosi Dobolczay Benedeknek. Az oklevelet zöld viaszpecséttel látták el, de ennek csak a körvonalai maradtak meg. Az újvárosi önálló pecséthasználat nem valószínű, mert Miskolc, illetve a két város együtt a királyfős pecsétet használta.
Azt lehet tudni, hogy az Újváros 1376-ban már létezett, de a közigazgatási megosztás időpontja nem pontosan ismert. Egy 1413-as oklevélben Jánost és Nykus fia Pétert mint Miskolc királyi város bíráit említik. 1433-ban egy újabb oklevélben Kajtár Gergelyt a régi város (antiquae civitatis) bírájának nevezik, 1461-től pedig ugyancsak oklevél tanúskodik arról, hogy az új városnak (novae civitatis, novi oppidi) saját bírája volt. A két bíró együttműködése nem egészen világos, de több oklevél tartalma alapján vélhető, hogy egyenrangúak voltak, s az a tény, hogy az esküdtek száma nem duplázódott meg (a bíró mellett eredetileg négy esküdt (civis juratus) volt, a két városban kettő-kettő), arra utalhat, hogy a városvezetés a különállás idején is egységes maradt. Amellett, hogy a város vezetése kifelé egységes volt, az okiratok alapján feltételezhető, hogy a fő(bb) bíró mégis az Óváros bírája volt. Az okiratok, illetve az írásbeli ügyintézés megkívánta az írástudó emberek meglétét a tanácsban. Mivel Miskolc városi elöljárói esetén külön nem jelzik a litteratust, arra lehet következtetni, hogy írást, olvasást ismerő emberek voltak. Ez azzal is magyarázható, hogy már 1453 előtt iskola működött a városban. Mivel az esküdtek feladata szűkebb lakóhelyük közösségének képviselete volt, úgy tűnik, hogy az elkülönülés ellenére csak az történt, hogy az igazgatási feladatokat területi elven osztották meg az egyébként egységes tanács tisztségviselői között. Az 1563-as urbárium is két városrészt mutat, az Óvárost, amelyet itt egyszerűen csak „városnak” neveznek (Oppidum Miskolcz), és az Újvárost, amelyet a város részeként („Wiiuaras in eodem oppido Miskolcz”) említenek. Ez is arra utal, hogy a különállás inkább csak városrész jellegű, és nem volt egyértelmű a két város igazgatási elválása.

## Miskolc ismert tisztségviselői
A középkori Miskolc ismert bírái (említésük dátuma szerint):
| Arnold                                                      | 1376. január 15.   |  | Golopi Balázs                                                | 1478. május 16.      |
| Arnold                                                      | 1381. május 27.    |  | Sarlai György (veteris civitatis)                            | 1480. december 12.   |
| Bakos István                                                | 1389. július 7.    |  | Keresztúri Márton                                            | 1489. június 26.     |
| János és Nykus fia Péter                                    | 1413. március 9.   |  | Olajos Gergely                                               | 1494. január 10.     |
| Bálint                                                      | 1416. április 11.  |  | Szabó Demeter (veteris civitatis)                            | 1499. február 2.     |
| Kajtár Gergely (antiquae civitatis)                         | 1433. március 23.  |  | Filep Tamás                                                  | 1501                 |
| Pető János (veteris civitatis)                              | 1453. április 22.  |  | Szabó Demeter (veteris oppidi) Tóth Lőrinc (novi oppidi)     | 1503. február 11.    |
| Kovács Sebestyén (veteris civitatis)                        | 1458. november 28. |  | Olajos Gergely (veteris civitatis)                           | 1506. február 8.     |
| Pankotha László (?)                                         | 1461. január 26.   |  | Végh György (novae civitatis)                                | 1521                 |
| Kun András (veteris civitatis) Kazai Imre (novae civitatis) | 1461. augusztus 9. |  | Szabó Máté (veteris oppidi)                                  | 1523. február 6.     |
| Fülöp fia Balázs                                            | 1467. május 20.    |  | Szalonnás Bálint (veteris oppidi) Zaky Gergely (novi oppidi) | 1523. szeptember 23, |
| Kun András (veteris civitatis)                              | 1469. április 30.  |  |                                                              |                      |

A középkori Miskolc esküdtbírói:
| Lukács fia Tamás, Kovács Egyed, Újvárosi Mátyás, Szabó Miklós                                | 1376. január 15.   |  | Dezső László, Pap Simon                               | 1478. május 16.          |
| Mátyás, György                                                                               | 1381. május 27.    |  | Kombus Mihály, Bontha Tamás (veteris civitatis?)      | 1480. december 12.       |
| Szabó Péter, Szűcs Simon                                                                     | 1389. július 7.    |  | Szabó Péter, Máté Balázs                              | 1489. június 26.         |
| Bakos Miklós, Keleméri Albert                                                                | 1416. április 11.  |  | Mészáros Gál, Pankotha Péter                          | 1494. január 10.         |
| Pető János, Baltizár                                                                         | 1433. március 23.  |  | Kalmár Mátyás, Kis Péter (veteris oppidi)             | 1499. február 2.         |
| Keresztúri Pál, Barchy-i Gergely                                                             | 1444. május 10.    |  | Fazokas László, Borsos Máté (jurati censum exigentes) | 1501                     |
| Karlai János, Molnár István (veteris civitatis)                                              | 1453. április 22.  |  | Filep Tamás, Olajos Gergely                           | 1503. február II.        |
| Kazai Imre, Gombos Simon (veteris civitatis)                                                 | 1458. november 28. |  | Bak Balázs, Fazekas László (iurati censum exigentes)  | 1506. február 6.         |
| Sályi Máté, Békaházi Máté                                                                    | 1461. január 26.   |  | Szalonnás Bálint                                      | 1516. augusztus 5. előtt |
| Molnár Demeter, Fazekas Bálint (veteris civitatis) Németh Pál, Szabó Tamás (novae civitatis) | 1461. augusztus 9. |  | Ideges Miklós, Mikos János (novae civitatis)          | 1521                     |
| Miklós fia Imre                                                                              | 1467. május 20.    |  | Poch János (veteris oppidi)                           | 1523. február 6.         |
| Dankfy Simon, Balázs Albert                                                                  | 1469. április 30.  |  | Máté (veteris oppidi)                                 | 1523. szeptember 23.     |